# Luis Arrizabalaga Moriones
Luis Arrizabalaga Moriones (Saragossa 1915) fou un metge, pescador i dirigent esportiu.
Va acabar la carrera de Medicina el 1936 i després va iniciar un periple com a metge rural, membre del cos mèdic de la Marina i metge de la Seguretat Social, quan va arribar a Catalunya, es va fer soci de la Societat de Pescadors Esportius de Mar i de l'Associació de Pescadors Esportius. Després de ser internacional amb la selecció espanyola durant els anys cinquanta i participar en diversos campionats del món i d'Europa, va iniciar les seves tasques de directiu el 1962, com a vocal de la Federació Catalana de Pesca, en què també era el delegat de pesca fluvia. El 1967 va arribar a la presidència l i el 1974, quan la federació va desaparèixer com a tal i va ser dividida en quatre provincials, va seguir fins al 1977 com a president de la Federació Provincial de Barcelona. Durant el seu mandat va introduir un canvi en la forma de puntuar en les competicions de pesca de Catalunya que va substituir la norma de puntuar només la peça més gran per la de puntuar el pes total, sistema que també adopta la Federació Espanyola. Al marge de la pesca esportiva, també es va vincular amb altres esports quan residia a Santa Coloma de Gramenet, on va ser tinent d'alcalde i delegat d'esports del seu ajuntament, i membre fundador, entre altres entitats, del Pelotari Club de pilota basca, del Club Atlètic Gramenet i del Moto Club Gramenet en col·laboració amb la Penya Motociclista Deu per Hora, de la qual va ser nomenat soci d'honor. Ha rebut la Medalla d'or de la Federació Catalana de Pesca i la medalla de Forjadors de la Història Esportiva de Catalunya el 1991.